# .travel
.travel — загальний домен верхнього рівня для туристичних компаній. Введений організацією ICANN 8 квітня 2005 року. Є спонсорським — спонсорується компанією Tralliance Corporation. Фактична реєстрація розпочалася у січні 2006 року. А першим запущеним у доменній зоні сайтом став офіційний сайт подорожей до Єгипту egypt.travel [Архівовано 3 травня 2012 у Wayback Machine.]. Для реєстрації нового сайту у домені .travel регістранти повинні підтвердити, що належать до туристичної сфери.